# آزنالکازار
آزنالکازار (به اسپانیایی: Aznalcázar) یک دهستان در اسپانیا است که در استان سبیا واقع شده‌است. آزنالکازار ۴۴۹٫۸۴ کیلومتر مربع مساحت و ۴٬۲۶۰ نفر جمعیت دارد و ۶۷ متر بالاتر از سطح دریا واقع شده‌است.